# 崇拜 (宗教習俗)
在歐洲史學中，崇拜（英語：Cult）一詞指的是一種社會現象。
它在古典時代的歷史著作中尤其常見，因為有許多崇拜活動起源於地中海週邊地區。由菁英階級成員組成的小團體，被引導參加特定神祇的秘密儀式。許多發生於古羅馬的有關現象，在很高程度上融入周遭社會之中。在龐貝，進行伊希斯崇拜活動的神廟（參看伊西斯神廟 (龐貝)），是當地裝飾最華麗的神廟之一；該神廟的銘文記載道，出資整建者獲得主要地方政治職位。此外，羅馬帝國一度盛行對已過世和被神化的皇帝，以及其被神化的家庭成員，進行崇拜活動；如此現象導致羅馬帝國主導政治體系的權力增強，類似現象甚至廣泛出現於古羅馬前基督教時期各社會之中。
其他類似現象也被用以加強宗教和社會秩序的主導地位。在天主教會內，對聖母瑪利亞的崇拜和對其他聖人的崇拜，獲得許多追隨者以及很大的影響力，尤其是藝術方面的表現。